# Sude Bulut
Sude Bulut (28 giugno 1997) è una taekwondoka turca.

## Palmarès
- Europei

Kazan 2018: bronzo nei +73 kg.